# 捩率テンソル
捩率テンソル（れいりつテンソル、英: torsion tensor）とは、アフィン接続∇に対し、
{\displaystyle T_{\nabla }(X,Y):=\nabla _{X}Y-\nabla _{Y}X-[X,Y]}
により定義されるテンソルである。「捩率」という名称に関してはLoring W. Tuは「{\displaystyle T_{\nabla }(X,Y)}を「捩率」と呼ぶうまい理由は無いように見える」と述べており、Michael Spivakも同様の事を述べているなど、「捩れ」としての意味付けはできない。
しかし後述するようにねじれテンソルは微分の非可換性を表す量として意味づけでき、さらにカルタン幾何学における曲率概念の「並進」部分としても意味づけできる。

## 定義と性質

### 準備
捩率テンソルを定義するため、アフィン接続の定義を述べる：
定義 (アフィン接続) ― Mを多様体とし、{\displaystyle {\mathcal {X}}(M)}をM上のベクトル場全体の集合とする。
汎関数
{\displaystyle \nabla ~:~(X,Y)\in {\mathcal {X}}(M)\times {\mathcal {X}}(M)\mapsto \nabla _{X}Y\in {\mathcal {X}}(M)}
で以下の性質を満たすものをアフィン接続（英: Affine connection）といい、{\displaystyle \nabla _{X}Y}を接続アフィン接続{\displaystyle \nabla }が定めるYのX方向の共変微分という：
1. {\displaystyle \nabla _{f_{1}X+f_{2}Y}Z=f_{1}\nabla _{X}Z+f_{2}\nabla _{Y}Z} (関数に関する左線形性)
2. {\displaystyle \nabla _{X}(aY+bZ)=a\nabla _{X}Y+b\nabla _{X}Z}(実数に関する右線形性)
3. {\displaystyle \nabla _{X}(fY)=X(f)Y+f\nabla _{X}Y}　（ライプニッツ則）

ここでX、Y、ZはM上のベクトル場であり、a、bは実数であり、f、f1、f2はM上定義された任意の実数値可微分関数であり、{\displaystyle fs}は点uにおいて{\displaystyle f(u)s_{u}}となるEの切断であり、{\displaystyle X(f)}はfのX方向微分である。

### 定義
定義 (捩率テンソル) ― X、YをM上のベクトル場とするとき、
{\displaystyle T_{\nabla }(X,Y):=\nabla _{X}Y-\nabla _{Y}X-[X,Y]}
を捩率テンソルという。

### 性質
明らかに次が成立する：
定理 ― 捩率テンソルは以下を満たす：
- {\displaystyle T_{\nabla }(X,Y)=-T_{\nabla }(Y,X)}

局所座標{\displaystyle (x^{1},\ldots ,x^{n})}で
{\displaystyle T_{\nabla }(X,Y)=X^{j}Y^{k}(\nabla _{\partial _{j}}\partial _{k}-\nabla _{\partial _{k}}\partial _{j})=X^{j}Y^{k}(\Gamma ^{i}{}_{jk}-\Gamma ^{i}{}_{kj})\partial _{i}}
である（アインシュタインの縮約記法で表記）。ここで{\displaystyle \partial _{i}:={\tfrac {\partial }{\partial x^{i}}}}であり、{\displaystyle \Gamma ^{i}{}_{jk}}はクリストッフェル記号
{\displaystyle \nabla _{\partial _{j}}\partial _{k}=\Gamma ^{i}{}_{jk}\partial _{i}}
である。この具体的表記から以下の系が従う：
系 ― 点{\displaystyle P\in M}における捩率テンソルの値{\displaystyle T_{\nabla }(X,Y)|_{P}}は点PにおけるX、Yの値XP、YPのみに依存して決まり、P以外の点Qにおける値XQ、YQには依存しない。
よって特に
{\displaystyle T_{\nabla }\in T^{*}M\times T^{*}M\times TM}
とみなせる。また
{\displaystyle T_{\nabla }(X,Y)=T_{jk}^{i}X^{j}Y^{k}{\partial  \over \partial x^{i}}}

と書くとき、次が成立する：
系 ― 任意のi、j、kに対し、
{\displaystyle T_{jk}^{i}=\Gamma _{jk}^{i}-\Gamma _{kj}^{i}}
よって捩率テンソルが恒等的に0になる接続、すなわち捩れなし（英: torsion-free）の場合、Γi
jkはj、kに対して対象なテンソルになる。このため捩れなしの接続の事を対称（英: symmetric）な接続ともいう。

外微分dに対し、次が成立する：
定理 ― {\displaystyle \nabla }を多様体Mの接バンドルTM上の接続とするとき、
{\displaystyle \nabla }が捩れなし{\displaystyle \iff }M上の任意の1-形式ηとM上の任意のベクトル場X、Yに対し、{\displaystyle d\eta (X,Y)=\langle \eta ,\nabla _{X}Y\rangle -\langle \eta ,\nabla _{Y}X\rangle }
すなわち{\displaystyle \nabla }が捩れなしである事は、{\displaystyle \nabla }が外微分と「両立」する事と同値である。

### 意味づけ
「捩率」という名称に関してはLoring W. Tuによれば「{\displaystyle T_{\nabla }(X,Y)}を「捩率」と呼ぶうまい理由は無いように見える」が、このテンソルには以下のような意味付けが可能である。
なめらかな任意の写像{\displaystyle \alpha ~:~U\subset \mathbb {R} ^{2}\to M}に対し、リー括弧の性質より{\displaystyle [{\tfrac {\partial }{\partial x}}\alpha ,{\tfrac {\partial }{\partial y}}\alpha ]=0}であることから、{\displaystyle {\tfrac {\nabla }{\partial x}}:=\nabla _{\tfrac {\partial }{\partial x}}}とすると、次が成立する：
定理 ― 記号を上述のように取るとき、以下が成立する：
{\displaystyle T_{\nabla }({\tfrac {\partial }{\partial x}}\alpha ,{\tfrac {\partial }{\partial y}}\alpha )={\tfrac {\nabla }{\partial x}}{\tfrac {\partial }{\partial y}}\alpha -{\tfrac {\nabla }{\partial y}}{\tfrac {\partial }{\partial x}}\alpha }
すなわち捩率テンソルは2つの微分の非可換度合いを表す量である。

### 他の概念との関係性
リーマン多様体におけるレヴィ・チヴィタ接続は捩率テンソルが0でしかも計量と「両立」するアフィン接続として特徴づけられる：
定理 (リーマン幾何学の基本定理) ― {\displaystyle (M,g)}をリーマン多様体とし、∇をM上定義されたアフィン接続とする。このとき、∇がレヴィ・チヴィタ接続は以下の2つの性質を満たす。また以下の2性質を両方満たすアフィン接続∇はレヴィ・チヴィタ接続に限られる：
- ∇は捩れなしである。
- M上の任意のベクトル場X、Y、Zに対し、{\displaystyle Z(g(X,Y))=g(\nabla _{Z}X,Y)+g(X,\nabla _{Z}Y)}

また∇をアフィン接続とするとき、∇と（パラメータを込めて）同一の測地線を定め、しかも捩れがないアフィン接続が存在する：
定理 ― ∇を多様体M上のアフィン接続とし、Mの局所座標{\displaystyle (x^{1},\ldots ,x^{n})}に関する∇のクリストッフェル記号を{\displaystyle \Gamma ^{i}{}_{ij}}とし、{\displaystyle t\in [0,1]}とする。このとき、M上のベクトル場{\displaystyle X=X^{j}{\tfrac {\partial }{\partial x^{j}}}}、{\displaystyle Y=Y^{k}{\tfrac {\partial }{\partial x^{k}}}}に対し、
{\displaystyle \nabla _{X}^{t}:=X(Y^{k}){\frac {\partial }{\partial x^{k}}}+X^{j}Y^{k}(t\Gamma ^{i}{}_{jk}+(1-t)\Gamma ^{i}{}_{kj}){\frac {\partial }{\partial x^{i}}}}
は局所座標によらずwell-definedで、アフィン接続の公理を満たし、しかも{\displaystyle \nabla ^{t}}の測地線は∇の測地線と一致する。
特に{\displaystyle \nabla ^{1 \over 2}}は∇の測地線と一致し、しかも捩れがないアフィン接続である。
また次が成立する：
定理 ― 2つの接続{\displaystyle \nabla }、{\displaystyle \nabla '}が同一である必要十分条件は、{\displaystyle \nabla }と{\displaystyle \nabla '}は同一の測地線を定め、しかも{\displaystyle \nabla }と{\displaystyle \nabla '}の捩率テンソルが同一な事である
。

## 捩率形式

### 定義
定義 ― 
局所的な基底{\displaystyle e_{1},\ldots ,e_{n}\in TM}に対し、捩率テンソルを
{\displaystyle T(X,Y)=\tau ^{i}(X,Y)e_{i}}
と成分表示して得られる2-形式{\displaystyle \tau ^{i}}を並べてできる縦ベクトル{\displaystyle \tau ={}^{t}(\tau ^{1},\ldots ,\tau ^{m})}を基底{\displaystyle (e_{1},\ldots ,e_{m})}に関する∇の捩率形式（英: torsion form）という。
さらに行列値1-形式{\displaystyle \omega =(\omega ^{i}{}_{j})_{ij}}を
{\displaystyle \nabla _{X}e_{j}=\omega ^{i}{}_{j}(X)e_{i}}
により定義し、ωを基底{\displaystyle (e_{1},\ldots ,e_{m})}に関する∇の接続形式といい、曲率テンソル
{\displaystyle R(X,Y)Z=\nabla _{X}\nabla _{Y}Z-\nabla _{Y}\nabla _{X}Z-\nabla _{[X,Y]}Z}
に対し、行列値2-形式{\displaystyle \Omega =(\Omega ^{i}{}_{j})_{ij}}を
{\displaystyle R(X,Y)e_{j}=\Omega ^{i}{}_{j}(X,Y)e_{i}}
により定義し、ωを基底{\displaystyle (e_{1},\ldots ,e_{m})}に関する∇の曲率形式という。

### 性質
局所的な基底{\displaystyle e_{1},\ldots ,e_{n}\in TM}の双対基底を{\displaystyle \theta ^{1},\ldots ,\theta ^{n}\in T^{*}M}とすると、これらは1形式である。これらを並べた縦ベクトルを{\displaystyle \theta ={}^{t}(\theta ^{1},\ldots ,\theta ^{n})}とする。このとき、次が成立する：
定理 ― アフィン接続は次を満たす：
- （カルタンの）第一構造方程式[13]（英: (Cartan's) first structural equation）[14]：{\displaystyle \tau =d\theta +\omega \wedge \theta }
- ビアンキの第一恒等式（英: first Bianchi identity）[14]：{\displaystyle d\tau =\Omega \wedge \theta -\omega \wedge \tau }

ここでウェッジ積{\displaystyle \omega \wedge \theta }は行列{\displaystyle \omega (X)}とベクトル{\displaystyle \theta (Y)}の積{\displaystyle \omega (X)\theta (Y)}を用いて{\displaystyle \omega \wedge \theta (X,Y):=\omega (X)\theta (Y)-\omega (Y)\theta (X)}{\displaystyle =(\omega ^{i}{}_{j}\wedge \theta ^{j}(X,Y))_{i}}により定義される。{\displaystyle \Omega \wedge \theta }、{\displaystyle \omega \wedge \tau }も同様に定義される。また曲率形式は以下を満たす：
定理 ― 　
- （カルタンの）第二構造方程式[15]（英: (Cartan's) second structural equation）[16]：{\displaystyle \Omega =d\omega +\omega \wedge \omega }
- ビアンキの第二恒等式（英: second Bianchi identity）[17]：{\displaystyle d\Omega =\Omega \wedge \omega -\omega \wedge \Omega }

接続行列のウェッジ積{\displaystyle \omega \wedge \omega }は行列積{\displaystyle \omega \wedge \omega (X,Y)=\omega (X)\omega (Y)-\omega (Y)\omega (X)}{\displaystyle =(\omega ^{i}{}_{k}\wedge \omega ^{k}{}_{j}(X,Y))_{ij}}の事である。{\displaystyle \Omega \wedge \omega }や{\displaystyle \Omega \wedge \Omega }も同様に定義する。 

ビアンキの第一および第二恒等式は以下のようにも書くことができる：
定理 ― M上のベクトル場X1、X2、X3に対し、以下が成立する：
- ビアンキの第一恒等式[18]：{\displaystyle \sum _{i\in \mathbb {Z} _{3}}R(X_{i},X_{i+1})X_{i+2}=\sum _{i\in \mathbb {Z} _{3}}T(T(X_{i},X_{i+1}),X_{i+2})+(\nabla _{X_{i}}T)(X_{i+1},X_{i+2})}
- ビアンキの第二恒等式[18]：{\displaystyle \sum _{i\in \mathbb {Z} _{3}}(\nabla _{X_{i}}R)(X_{i+1},X_{i+2})+R(T(X_{i},X_{i+1}),X_{i+2})=0}

ここで添字は「mod 3」で考える。すなわち「{\displaystyle \sum _{i\in \mathbb {Z} _{3}}}」は巡回和である。

## フレームバンドルにおける捩率形式
点{\displaystyle P\in M}に対し、{\displaystyle T_{P}M}の基底全体の集合を{\displaystyle F_{P}(M)}とし、{\displaystyle F(M):=\cup _{P\in M}F_{P}(M)}とすると、{\displaystyle F(M)}には自然に主バンドルとしての構造が入る。{\displaystyle F(M)}をM（の接バンドル）のフレームバンドルという。
本節では、捩率形式をフレームバンドル上のベクトル値微分形式として再定義し、その性質を見る。

### 準備
フレームバンドル上に捩率形式を定義するため、いくつか定義を導入する。{\displaystyle F(M)}には主接続でその接続形式{\displaystyle {\tilde {\omega }}}が
{\displaystyle \omega _{e}=e^{*}({\tilde {\omega }})}
を満たすものが一意に存在する。ここでωは開集合{\displaystyle U\subset M}上定義されたTMの基底{\displaystyle e=(e_{1},\ldots ,e_{n})}に関する∇の接続形式であり、{\displaystyle e^{*}({\tilde {\omega }})}はeをUから{\displaystyle F(M)}への写像とみなしたときの{\displaystyle {\tilde {\omega }}}の引き戻しである。
さらに{\displaystyle F(M)}上定義されたベクトル値1-形式{\displaystyle {\tilde {\theta }}}を{\displaystyle e=(e_{1},\ldots ,e_{n})\in F_{P}(M)}と{\displaystyle \xi \in T_{e}F(M)}に対し、
{\displaystyle {\tilde {\theta }}_{e}(\xi )={}^{t}(v^{1},\ldots ,v^{n})} where {\displaystyle \pi _{*}(\xi )=v^{i}e_{i}}
となるように定義する。{\displaystyle {\tilde {\theta }}}を{\displaystyle F(M)}の標準形式（英: canonical form）という。{\displaystyle e=(e_{1},\ldots ,e_{n})}の双対基底を{\displaystyle \theta =(\theta ^{1},\ldots ,\theta ^{n})}とすると、定義より明らかに
{\displaystyle \theta _{e}=e^{*}({\tilde {\theta }})}
である。

### 定義
フレームバンドル上の捩率形式{\displaystyle {\tilde {\tau }}}および曲率形式{\displaystyle {\tilde {\Omega }}}を第一および第二構造方程式により定義する：
定義 ― フレームバンドル{\displaystyle F(M)}上の捩率形式{\displaystyle {\tilde {\tau }}}を以下のように定義する：
{\displaystyle {\tilde {\tau }}=d{\tilde {\theta }}+{\tilde {\omega }}\wedge {\tilde {\theta }}}
さらにフレームバンドル{\displaystyle F(M)}上の曲率形式{\displaystyle {\tilde {\Omega }}}を以下のように定義する：
{\displaystyle {\tilde {\Omega }}=d{\tilde {\omega }}+{\tilde {\omega }}\wedge {\tilde {\omega }}}

### 性質
定義から明らかなように次が成立する：
定義 ― 　
- {\displaystyle \tau _{e}=e^{*}({\tilde {\tau }})}
- {\displaystyle \Omega _{e}=e^{*}({\tilde {\Omega }})}

よって特に、アフィン接続∇の捩率形式τと曲率形式Ωが構造方程式やビアンキ恒等式を満たす事から、主接続の捩率形式{\displaystyle {\tilde {\tau }}}、および曲率形式{\displaystyle {\tilde {\Omega }}}も構造方程式やビアンキ恒等式を満たす：
- 第一構造方程式：{\displaystyle {\tilde {\tau }}=d{\tilde {\theta }}+{\tilde {\omega }}\wedge {\tilde {\theta }}}
- ビアンキの第一恒等式：{\displaystyle d{\tilde {\tau }}={\tilde {\Omega }}\wedge {\tilde {\theta }}-{\tilde {\omega }}\wedge {\tilde {\tau }}}
- 第二構造方程式：{\displaystyle {\tilde {\Omega }}=d{\tilde {\omega }}+{\tilde {\omega }}\wedge {\tilde {\omega }}}
- ビアンキの第二恒等式：{\displaystyle d{\tilde {\Omega }}={\tilde {\Omega }}\wedge {\tilde {\omega }}-{\tilde {\omega }}\wedge {\tilde {\Omega }}}

また主バンドル上の共変外微分{\displaystyle d_{\tilde {\omega }}}を用いると、捩率形式と曲率形式は以下のようにも表現できる事が知られている：
定理 ― 以下が成立する
- {\displaystyle {\tilde {\tau }}=d_{\tilde {\omega }}{\tilde {\theta }}}
- {\displaystyle {\tilde {\Omega }}=d_{\tilde {\omega }}{\tilde {\omega }}}

## カルタン幾何学における捩率形式の解釈
カルタン幾何学とは、直観的には多様体Mの各点における「一次近似」が等質空間SとみなせるようなM上の幾何構造の事である。等質空間SをMのモデル幾何学と呼び、どのようなモデル幾何学を選ぶかにより様々なカルタン幾何学が定義できる。

本節ではアフィン空間をモデルとするカルタン幾何学における、捩率形式の解釈を述べる。なお、カルタン幾何学ではそれ以外の場合に対しても捩率を定義できるが一般の場合の捩率に関してはカルタン幾何学の項目を参照されたい。

### アフィン空間
まずアフィン空間の定義を簡単に述べる。
アフィン空間{\displaystyle \mathbb {A} ^{n}}とは、
{\displaystyle \mathbb {A} ^{n}=\mathbb {R} ^{n}\times \{1\}\subset \mathbb {R} ^{n}\times \mathbb {R} }
の事であり、{\displaystyle \mathbb {A} ^{n}}にはアフィン同型群
{\displaystyle \mathrm {Iso} (\mathbb {A} ^{n})=\left\{{\begin{pmatrix}A&b\\0&1\end{pmatrix}}{\Bigg |}A\in \mathrm {GL} _{n}(\mathbb {R} ),b\in \mathbb {R} ^{n}\right\}}
が
{\displaystyle {\begin{pmatrix}A&b\\0&1\end{pmatrix}}{\begin{pmatrix}x\\1\end{pmatrix}}={\begin{pmatrix}Ax+b\\1\end{pmatrix}}\in \mathbb {A} ^{n}}
により作用している。アフィン同型群{\displaystyle \mathrm {Iso} (\mathbb {A} ^{n})}は半直積
{\displaystyle \mathrm {Iso} (\mathbb {A} ^{n})=\mathrm {GL} _{n}(\mathbb {R} )\ltimes \mathbb {R} ^{n}}
で書き表せる。{\displaystyle \mathrm {GL} _{n}(\mathbb {R} )\subset \mathrm {Iso} (\mathbb {A} ^{n})}の元が{\displaystyle \mathbb {A} ^{n}}上の一点{\displaystyle {}^{t}(0,1)}を固定する変換なのに対し、{\displaystyle \mathbb {R} ^{n}\subset \mathrm {Iso} (\mathbb {A} ^{n})}の元{\displaystyle b\in \mathbb {R} ^{n}}は{\displaystyle \mathbb {A} ^{n}}の元をbだけ動かす{\displaystyle \mathbb {A} ^{n}}上の並進であるとみなせる。

### アフィン空間をモデルとするカルタン幾何学
{\displaystyle F(M)}をM（の接バンドル）のフレームバンドルとするとき、通常の主接続の接続形式{\displaystyle {\tilde {\omega }}}は{\displaystyle \mathrm {GL} _{n}(\mathbb {R} )}のリー代数{\displaystyle {\mathfrak {gl}}_{n}(\mathbb {R} )}に値を取るが、アフィン空間をモデルとするカルタン幾何学では{\displaystyle {\mathfrak {gl}}_{n}(\mathbb {R} )}ではなく{\displaystyle \mathrm {Iso} (\mathbb {A} ^{n})=\mathrm {GL} _{n}(\mathbb {R} )\ltimes \mathbb {R} ^{n}}のリー代数
{\displaystyle {\mathfrak {iso}}(\mathbb {A} ^{n})=\left\{{\begin{pmatrix}A&b\\0&0\end{pmatrix}}{\Bigg |}A\in {\mathfrak {gl}}_{n}(\mathbb {R} ),b\in \mathbb {R} ^{n}\right\}}
に値を取る接続形式（カルタン接続）を用いる。{\displaystyle {\tilde {\eta }}}をカルタン接続とすると、{\displaystyle {\tilde {\eta }}}が{\displaystyle {\mathfrak {iso}}(\mathbb {A} ^{n})}に値を取ることから、
{\displaystyle {\tilde {\eta }}={\begin{pmatrix}{\tilde {\omega }}&{\tilde {\theta }}\\0&0\end{pmatrix}}}
のように成分表示できる。ここで{\displaystyle {\tilde {\omega }}}は{\displaystyle {\mathfrak {gl}}_{n}(\mathbb {R} )}に値を取り、この事から{\displaystyle {\tilde {\omega }}}は通常の主接続であるとみなせる。またカルタン幾何学では各{\displaystyle e\in F(M)}に対し、
{\displaystyle v\in T_{e}F(M)\mapsto {\tilde {\eta }}(v)\in {\mathfrak {iso}}(\mathbb {A} ^{n})}
が全単射になることを要請するが、この要請のもと{\displaystyle {\tilde {\theta }}}は標準形式と一致する事を示す事ができる。

### 捩率形式の意味づけ
カルタン幾何学ではカルタン接続{\displaystyle {\tilde {\eta }}}に「第二構造方程式」を適用した
{\displaystyle {\tilde {\Omega }}^{\mathrm {Cartan} }:=d{\tilde {\eta }}+{\tilde {\eta }}\wedge {\tilde {\eta }}}
を（カルタン幾何学における）曲率という。これを成分で書くと、第一および第二構造方程式から、
{\displaystyle {\tilde {\Omega }}^{\mathrm {Cartan} }={\begin{pmatrix}d{\tilde {\omega }}+{\tilde {\omega }}\wedge {\tilde {\omega }}&d{\tilde {\theta }}+{\tilde {\omega }}\wedge {\tilde {\theta }}\\0&0\end{pmatrix}}={\begin{pmatrix}{\tilde {\Omega }}&{\tilde {\tau }}\\0&0\end{pmatrix}}}
と（通常の接続の意味での）曲率形式{\displaystyle {\tilde {\Omega }}}と捩率形式{\displaystyle {\tilde {\tau }}}で書ける。{\displaystyle \mathrm {Iso} (\mathbb {A} ^{n})}の定義から、行列の右上の成分は並進に対応していたので、以上のことから捩率形式{\displaystyle {\tilde {\tau }}}はカルタン幾何学の意味での曲率の並進部分である事がわかる。

## 注